# جوجل للترجمة الآلية العصبية

## نظام جوجل للترجمة الآلية العصبية

جزء من مجموعة الترجمة

جوجل للترجمة الآلية العصبية (GNMT) نظام للترجمة الآلية العصبية (NMT) تم تطويره من قبل جوجل وبداء العمل به في نوفمبر 2016م حيث يستخدم شبكة عصبية اصطناعية لزيادة طلاقة ودقة ترجمة جوجل.
يحسن نظام جوجل للترجمة الآلية العصبية جودة الترجمة عن طريق تطبيق منهج الترجمة الآلية القائمة على الأمثلة (EBMT) حيث يبني النظام قاعدة بيانات من عدد لامحدود من الأمثلة. تم اختبار بنية آلية التعلم المقترحة لنظام جوجل للترجمة الآلية العصبية في البداية على ما يفوق مائة لغة مدعومة من ترجمة جوجل. وبفضل البنية الشاملة اللامتناهية بمرور الوقت يكتسب النظام المقدرة على إنتاج ترجمات أفضل وأكثر محاكاة للغة الطبيعية. حيث بإمكان جوجل للترجمة الآلية العصبية ترجمة جمل كاملة في الوقت ذاته عوضاً عن ترجمة أجزاء منفصلة.
ويمكن لشبكة جوجل للترجمة الآلية العصبية إجراء ترجمة ألية بين اللغات عن طريق ترميز دلالات الجملة بدلاً من حفظ الترجمات على صيغة جمل وما يقابلها.

## المحتوى
1. التاريخ
2. التقييم
3. اللغات المدعومة من قبل جوجل للترجمة الآلية العصبية
4. انظر أيضاً
5. المراجع
6. روابط خارجية

## التاريخ
أنشئ مشروع عقل جوجل عام 2011م في مختبر أبحاث جوجل X   السري بالتعاون بين كلاً من عضو جوجل جيف دين وباحث جوجل جريج كورادو والبروفيسور في علوم الحاسب من جامعة ستانفورد أندرو نق، حيث مهدت الطريق بعض أعمال أندرو لأعظم الإنجازات في جوجل وستانفورد. وفي سبتمبر 2016م، أعلن فريق بحث في جوجل عن تطوير نظام الترجمة الآلية العصبية (GNMT) وبحلول شهر نوفمبر بدأت جوجل للترجمة بتطبيق الترجمة الآلية العصبية مفضلتًا إياها على طرقها الإحصائية السابقة للترجمة (SMT) والمعمول بها منذ أكتوبر 2007م بتقنية SMT الخاصة بها.
ويستخدم نظام الترجمة الآلية العصبية لجوجل للترجمة شبكة عصبية اصطناعية قادرة على التعلم العميق. حيث يحسن جوجل للترجمة الآلية العصبية جودة الترجمة بالاستناد على ملايين الأمثلة والسياق الأشمل لاستنتاج الترجمة الأوثق صلة. ومن ثم يعاد صياغة النتيجة لتنسجم مع القواعد النحوية للغة الطبيعية. تم اختبار بنية آلية التعلم المقترح لنظام جوجل للترجمة الآلية العصبية في البداية على ما يفوق مائة لغة مدعومة من ترجمة جوجل. ولم تستحدث الترجمة الالية العصبية لجوجل لغة مصطنعة عالمية خاصة بها بل استهدفت القواسم المشتركة بين العديد من اللغات التي ذات أهمية قصوى لعلماء النفس واللغويين بخلاف علماء الكمبيوتر. وفي عام 2016م تم تمكين محرك الترجمة المستحدث بدايةً من دعم ثمان لغات، من وإلى اللغات التالية: الإنجليزية والفرنسية والألمانية والإسبانية والبرتغالية والصينية واليابانية والكورية والتركية. وفي مارس 2017م، دعمت ثلاث لغات إضافية: الروسية والهندية والفيتنامية إلى جانب التايلاندية التي تم دعمها لاحقاً. وفي نفس الشهر، تم دعم اللغة العبرية والعربية بمساعدة من منظمة جوجل للترجمة. وفي منتصف شهر أبريل 2017م، أعلنت جوجل هولندا عن دعمها للغة الهولندية واللغات الأوربية الأخرى المتعلقة باللغة الإنجليزية. وفي نهاية شهر أبريل 2017م، استحدث دعم إضافي لتسع لغات هندية: الهندية والبنغالية والمراثية والكجراتية والبنجابية والتاميلية والتيلوغوية والمالايامية والكنادية.

## التقييم
يدعى أن نظام جوجل للترجمة الآلية العصبية يمثل قفزة بالنسبة للترجمة السابقة من جوجل للترجمة حيث باستطاعته القيام بالترجمة الفورية من لغة إلى أخرى لم يسبق له التعلم عليها (على سبيل المثال من اللغة اليابانية إلى الكورية). في حين أنه سابقا يقوم جوجل للترجمة أولاً بترجمة اللغة المصدر للإنجليزية ومن ثم للغة الهدف بدلاً من الترجمة مباشرة من لغة إلى أخرى.
أجريت دراسة من قبل مجلة حوليات الطب الباطني في يوليو 2019م مفادها أن «جوجل للترجمة أداة قابلة للتطبيق ودقيقة لترجمة التجارب التي أجريت بلغة أخرى عدا الإنجليزية». وسجل اختلاف واحد فقط بين المراجعين للنسخ المترجمة آلياً للتجارب نظراً لوجود خطا في الترجمة. وفي حين العديد من الدراسات الطبية يتم استبعادها لان المراجعين لم يتمكنوا من فهم اللغة، فإن جوجل للترجمة الآلية العصبية لدية الامكانيات اللازمة لتقليل احتمالات التحيز بالإضافة إلى تحسين الدقة في المراجعات المماثلة.
اللغات المدعومة من جوجل للترجمة الآلية العصبية:
اعتباراً من مارس 2020م، تم دعم اللغات آدناه والبالغة 101 لغة من قبل نموذج جوجل للترجمة الآلية العصبية. في حين أن الترجمة من كلاً من اللغة القيرقيزية واللاتينية والبيلاروسية والمالطية والساندانية إلى لغات أخرى غير مدعومة حالياً.
1.    الأفريقانية
2.    الألبانية
3.    الأمهرية
4.    العربية
5.    الأرمنية
6.     الأذربيجانية
7.    لغة الباسك
8.    البيلاروسية(فقط)
9.    البنغالية
10.  البوسنية
11.  البلغارية
12.  البورمية
13.  الكاتالونية
14.  السيبوانية
15.  الشيشيوا
16.  الصينية (المبسطة)
17.  الصينية (التقليدية)
18.  الكورسيكسة
19.  الكرواتية
20.  التشيكية
21.  الدنماركية
22.  الهولندية
23.  الانجليزية
24.  إسبرانتوا
25.  الإستونية
26.  الفلبينية
27.  الفنلندية
28.  الفرنسية
29.  الجاليكية
30.  الجورجية
31.  الألمانية
32.  اليونانية
33.  الكجراتية
34.  الكريولية الهايتية
35.  الهوسية
36.  الهاوائية
37.  العبرية
38.  الهندية
39.  الهومنج
40.  المجرية
41.  الآيسلندية
42.  الإيغبو
43.  الإندونيسية
44.  الأيرلندية
45.  الإيطالية
46.  اليابانية
47.  الجاوية
48.  الكنادية
49.  القازاقية
50.  الخميرية
51.  الكورية
52.  الكردية (الكرمانجي)
53.  اللاوية
54.  اللاتفية
55.  الليتوانية
56.  اللكسمبورجية
57.  المقدونية
58.  الملغاشية
59.  ملايو
60.  الماليالامية
61.  المالطية (فقط)
62.  الماورية
63.  المراثية
64.  المنغولية
65.  النيبالية
66.  النرويجية
67.  البشتوية
68.  الفارسية
69.  البولندية
70.  البرتغالية
71.  البنجابية
72.  الرومانية
73.  الروسية
74.  الساموية
75.  الغيلية الإسكتلندية
76.  الصربية
77.  السوتية
78.  الشونا
79.  السندية
80.  السنهالية
81.  السلوفاكية
82.  السلوفينية
83.  الصومالية
84.  الأسبانية
85.  السودانية (فقط)
86.  السواحيلية
87.  السويدية
88.  الطاجيكية
89.  التاميلية
90.  التيلوغوية
91.  التايلاندية
92.  التركية
93.  الأوكرانية
94.  الأردية
95.  الأوزبكية
96.  الفيتنامية
97.  الويلزية
98.  الفريزية الغربية
99.  الكوسية
100. اليديشية
101.  يوربا
102.  الزولوية